# Liste chronologique de grèves générales
 (mars 2023).
Ce qui suit est une liste chronologique, non exhaustive, de différentes grèves générales ayant eu lieu dans le monde

## XIXesiècle
| Date          | Grève                                      | Emplacement                                |
| ------------- | ------------------------------------------ | ------------------------------------------ |
| Juin 1835     | Grève générale de 1835 à Philadelphie (en) | Philadelphie, Pennsylvanie, États-Unis     |
| 1842          | Grève générale de 1842 (en)                | Angleterre                                 |
| 1855          | Grève générale de 1855 en Espagne          | Espagne                                    |
| 1877          | Grève générale de Saint Louis (en)         | Saint-Louis (Missouri), États-Unis         |
| Juillet 1877  | Grève générale de Scranton (en)            | Scranton (Pennsylvanie), États-Unis        |
| Mai 1891      | Grève générale de 1891 en Belgique,        | Belgique                                   |
| Novembre 1892 | Grève générale de La Nouvelle-Orléans (en) | La Nouvelle-Orléans, Louisiane, États-Unis |
| Avril 1893    | Grève générale de 1893 en Belgique         | Belgique                                   |

## XXesiècle
| Date                  | Grève                                                      | Emplacement                             |
| --------------------- | ---------------------------------------------------------- | --------------------------------------- |
| Avril 1902            | Grève générale de 1902 en Belgique                         | Belgique                                |
| Mai 1902              | Grève générale de 1902 en Suède (sv)                       | Suède                                   |
| 1904                  | Grève générale de 1904 en Italie (it)                      | Italie                                  |
| Janvier 1905          | Grève générale de janvier 1905 à Saint-Pétersbourg         | Empire russe                            |
| Octobre-novembre 1905 | Grande grève de 1905 en Finlande                           | Finlande                                |
| Octobre 1906          | Grève générale de 1906 à Porto Alegre (en)                 | Porto Alegre                            |
| 1909                  | Grève générale de 1909 en Suède (sv)                       | Suède                                   |
| 1910                  | Grève générale de Philadelphie (en)                        | Philadelphie, Pennsylvanie, États-Unis  |
| 1911                  | Grève générale des transports à Liverpool (en)             | Liverpool, Royaume-Uni                  |
| 1912                  | Grève générale de 1912 à Brisbane (en)                     | Brisbane, Queensland, Australie         |
| Avril 1913            | Grève générale de 1913 en Belgique                         | Belgique                                |
| 1913-1914             | Grande grève de 1913 (en)                                  | Nouvelle-Zélande                        |
| Mai 1917              | Grève générale de 1917 en Norvège (no)                     | Norvège                                 |
| Août-septembre 1917   | Grève générale australienne de 1917 (en)                   | Australie                               |
| 18 août 1917          | Grève générale de 1917 en Espagne                          | Espagne                                 |
| 1918                  | Grèves générales de 1918 en Autriche-Hongrie               | Autriche-Hongrie                        |
| 1918                  | Grève générale de 1918 en Suisse                           | Suisse                                  |
| 2 août 1918           | Grève générale de Vancouver (en)                           | Vancouver, Colombie-Britannique, Canada |
| 6-11 février 1919     | Grève générale de Seattle                                  | Seattle, Washington, États-Unis         |
| 25 mai-25 juin 1919   | Grève générale de Winnipeg                                 | Winnipeg, Manitoba, Canada              |
| Mars 1920             | Grève générale contre le putsch de Kapp                    | Allemagne                               |
| Octobre 1920          | Grève générale de 1920 en Roumanie                         | Roumanie                                |
| 1920                  | Grève générale anti-fasciste                               | Italie                                  |
| Décembre 1920         | Grève générale de décembre                                 | Tchécoslovaquie                         |
| 1921                  | Grève générale de 1921 en Norvège,                         | Norvège                                 |
| 13-15 novembre 1922   | Grève générale de novembre 1922 à Guayaquil                | Guayaquil, Équateur                     |
| 1922                  | Grève générale italienne de 1922 (en)                      | Italie                                  |
| Août 1923             | Grèves (de) contre le cabinet Cuno                         | Allemagne                               |
| Mai 1926              | Grève générale de 1926 au Royaume-Uni                      | Royaume-Uni                             |
| Juillet 1927          | Grève générale lors de la révolte de Juillet               | Autriche                                |
| 1932                  | grève générale de 1932 à Genève                            | Genève, Espagne                         |
| 7 juillet 1932        | Grève générale de 1932 en Belgique                         | Belgique                                |
| 1933                  | Grève générale française de 1933                           | France                                  |
| 12 février 1934       | Journée du 12 février 1934                                 | France                                  |
| 1934                  | Grève générale révolutionnaire                             | Espagne                                 |
| 1934                  | Grève générale de 1934 à San Francisco (en)                | Californie, États-Unis                  |
| 1934                  | Grève générale portugaise de 1934 (en)                     | Portugal                                |
| 1934                  | Grève générale de Minneapolis de 1934 (en)                 | Minneapolis, États-Unis                 |
| 1936                  | Grève générale syrienne de 1936                            | Syrie                                   |
| 1936                  | Grève générale palestinienne (en)                          | Palestine                               |
| 1936                  | Mouvement de grève de mai-juin 1936 en France              | France                                  |
| Février 1941          | Grève générale d'Amsterdam contre la déportation des Juifs | Amsterdam                               |
| 1942                  | Grève générale de 1942 au Luxembourg                       | Luxembourg                              |
| 1945                  | Grève générale nigériane de 1945 (en)                      | Nigeria                                 |
| 3–5 décembre 1946     | Grève générale de 1946 à Oakland (en)                      | Oakland (Californie), États-Unis        |
| 1950                  | Grève générale de 1950 à Nairobi (en)                      | Nairobi                                 |
| 1954                  | Grève générale de 1954 (en)                                | Honduras                                |
| 1er–20 mars 1956      | Grève générale de 1956 en Finlande (en)                    | Finlande                                |
| 1958                  | Grève générale paraguayenne de 1958 (en)                   | Paraguay                                |
| 1960–1961             | Grève générale de l'hiver 1960-1961                        | Belgique Wallonie                       |
| 1961                  | Grève générale d’une heure contre le putsch des généraux   | France                                  |
| Mai–juin 1968         | Grève générale de Mai 1968                                 | France                                  |
| 14 novembre 1968      | Grève générale du 14 novembre 1968,                        | Italie                                  |
| Automne 1969          | Grèves de l'Automne chaud (it)                             | Italie                                  |
| 1971                  | Grèves de Łódź (en)                                        | Pologne                                 |
| 1972                  | Grève générale de 1972 au Québec                           | Québec (Canada)                         |
| Octobre 1972          | Grève d'octobre 1972 (es)                                  | Chili                                   |
| 1973                  | Grèves de Durbank (en)                                     | Afrique du Sud                          |
| 1973                  | Grève générale de 1973 en Uruguay (en)                     | Uruguay                                 |
| 24 octobre 1975       | Grève générale des femmes                                  | Islande                                 |
| Juin 1976             | Révolte de juin 1976 (en)                                  | Pologne                                 |
| 1976                  | "National Day of Protest" General Strike                   | Canada                                  |
| 1978                  | Grève du « Jeudi noir »                                    | Tunisie                                 |
| novembre 1984         | Grève générale du Transvaal,                               | Afrique du Sud                          |
| 14 décembre 1988      | Grève générale de 1988 en Espagne (en)                     | Espagne                                 |
| 1989                  | Grève générale tchécoslovaque de 1989 (2 heures)           | Tchécoslovaquie                         |
| Avril 1992            | Grève générale d'avril 1992 au Népal (en)                  | Népal                                   |
| 1995                  | Grèves de 1995 en France                                   | France                                  |
| 1996-1997             | Grève générale de 1996-1997 en Corée du Sud (en)           | Corée du Sud                            |
| 1998                  | Grève générale de 1998 à Porto Rico (en)                   | Porto Rico                              |
| 15 octobre 1998       | Grève générale de 1998 en Norvège,                         | Norvège                                 |

## XXIesiècle
| Date                       | Grève                                               | Emplacement                      |
| -------------------------- | --------------------------------------------------- | -------------------------------- |
| 2002–2003                  | Grève générale de 2002 au Venezuela (en)            | Venezuela                        |
| 2004                       | Révolution orange                                   | Ukraine                          |
| Avril 2006                 | Grève générale d'avril 2006 au Népal                | Népal                            |
| 10 janvier-26 février 2007 | Grève générale en Guinée de 2007                    | Guinée                           |
| 2007                       | Grève générale swazie de 2007 (en)                  | Eswatini                         |
| 2007                       | Grève des fonctionnaires sud-africains de 2007 (en) | South Africa                     |
| 2008                       | Grève générale de 2008 en Égypte (en)               | Égypte                           |
| 2008-2009                  | Grève générale des Antilles françaises              | Antilles françaises              |
| 29 septembre 2010          | Grève générale catalane de 2010 en Espagne (en)     | Espagne                          |
| 2 novembre 2011            | Grève générale d'Oakland en 2011 (en)               | Oakland (Californie), États-Unis |
| 2012                       | Grève étudiante québécoise de 2012                  | Québec                           |
| Premier Mai 2012           | Grève générale du premier mai                       | États-Unis                       |
| Premier Mai 2014           | Grève générale dans le milieu communautaire         | Québec                           |
| 2 septembre 2016           | Grève générale indienne de 2016                     | inde                             |
| 3 octobre 2017             | Grève générale catalane de 2017 (en)                | Catalogne                        |
| 28 avril 2017              | Grève générale brésilienne de 2017 (en)             | Brésil                           |
| 2018-2019                  | 2018–2019 Iranian general strikes and protests (en) | Iran                             |
| 18 octobre 2019            | Grève générale catalane de 2019 (en)                | Catalogne                        |
| 2020                       | Grève générale indienne de 2020                     | inde                             |